# Chemin de fer de Conakry à Kankan
Le chemin de fer de Conakry à Kankan  est construit en Guinée entre 1902 et 1915  pour relier la côte atlantique au Niger.

## Histoire
L'exploitation est assurée à l'origine par la Compagnie de chemin de fer de Konakry au Niger.
Le 28 février 1944 est créée la Régie Générale des chemins de fer coloniaux à laquelle est intégré le chemin de fer de Konakry au Niger.
En 1947, l'Office central des chemins de fer de la France d'outre-mer (OFERFOM), remplace la Régie générale des chemins de fer coloniaux.
En 1959, lors de l'indépendance, est créé l'Office National des Chemins de Fer de Guinée (ONCFG).
Le 14 novembre 1960 est fondé en France par décret l'Office central des chemins de fer d'outre-mer (OFEROM), société française qui assiste les chemins de fer d'outre-mer.

La ligne en construction.
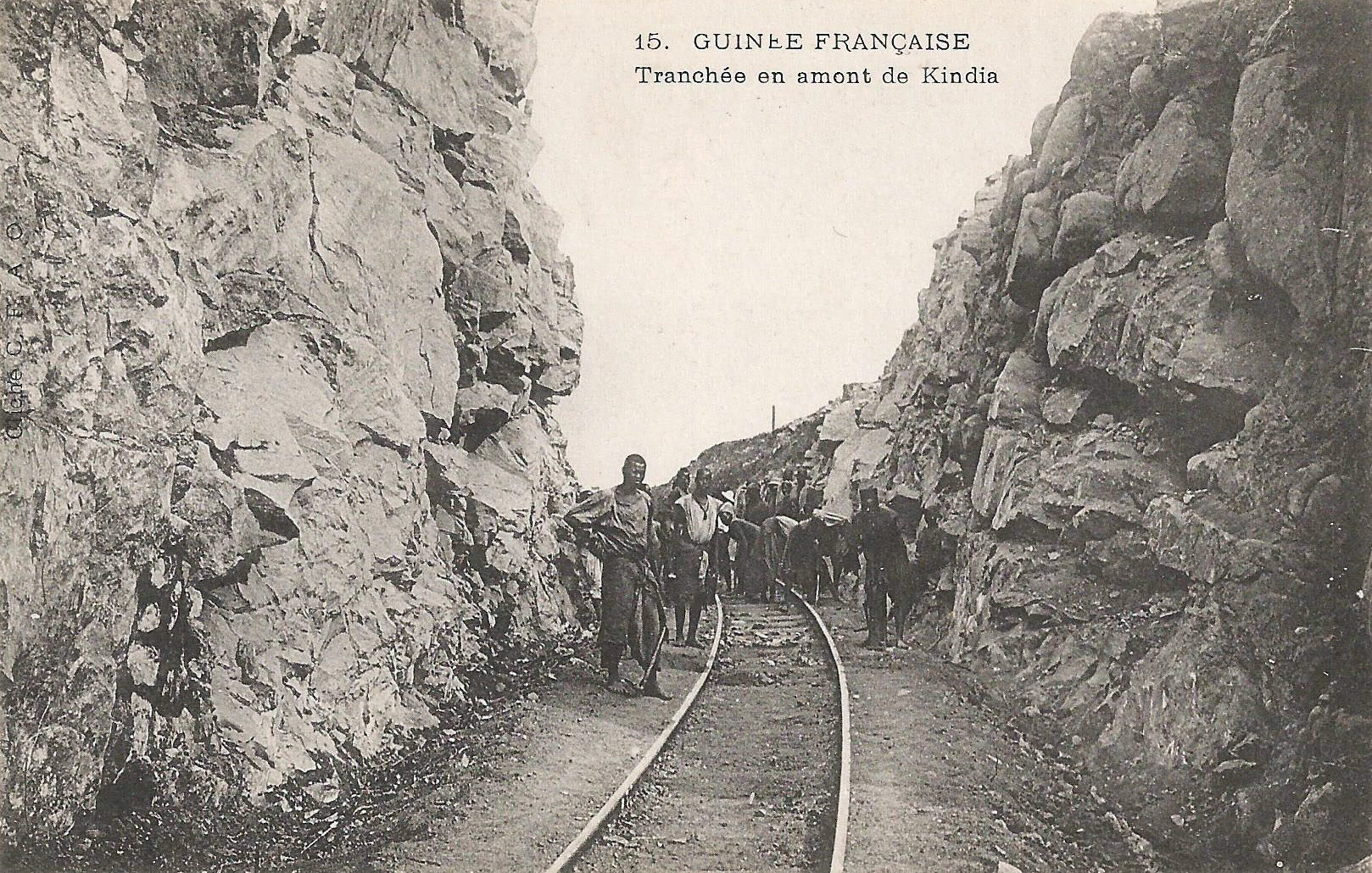
Tranchée en amont de Kindia.
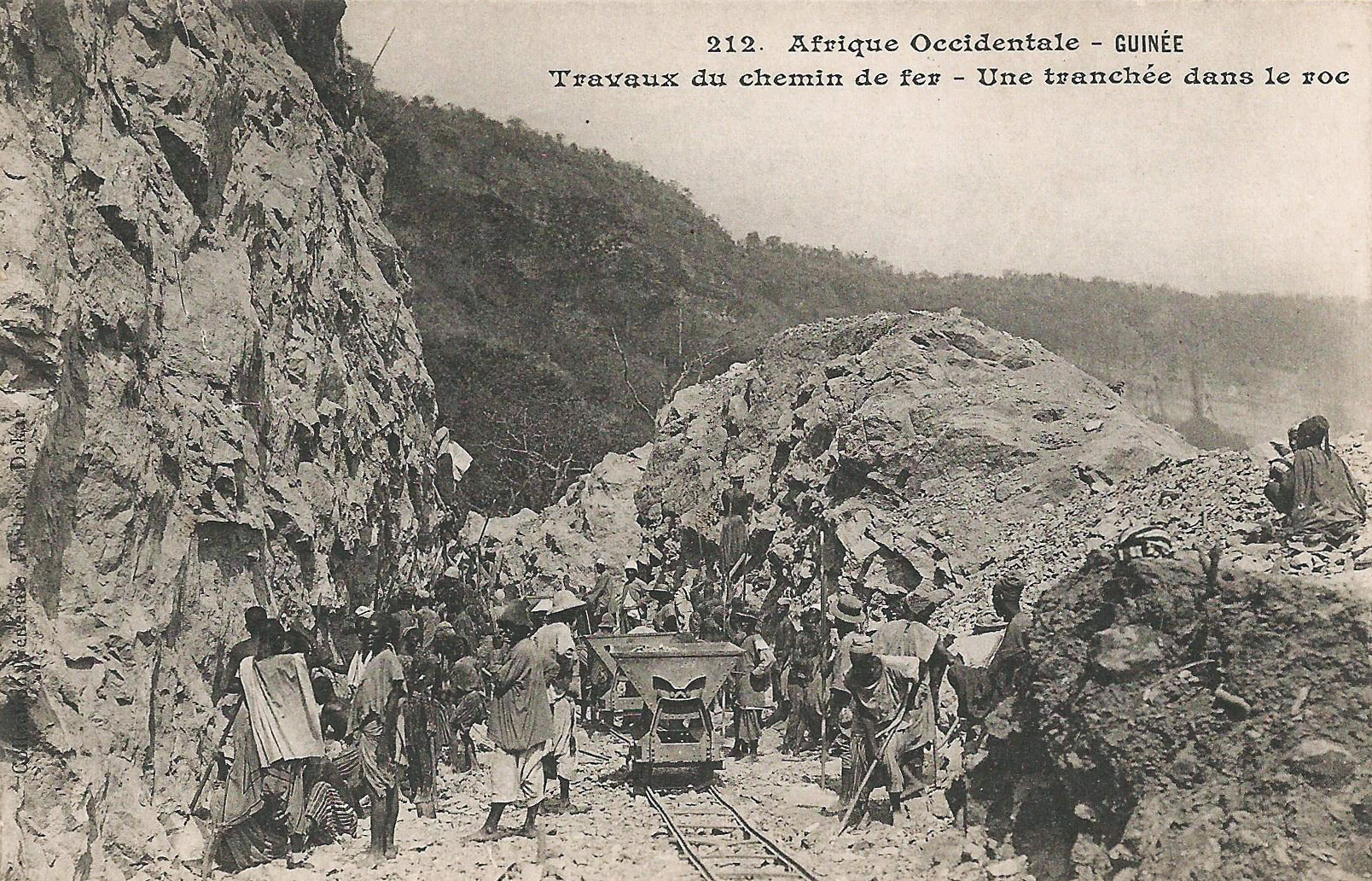
Une tranchée dans le roc.
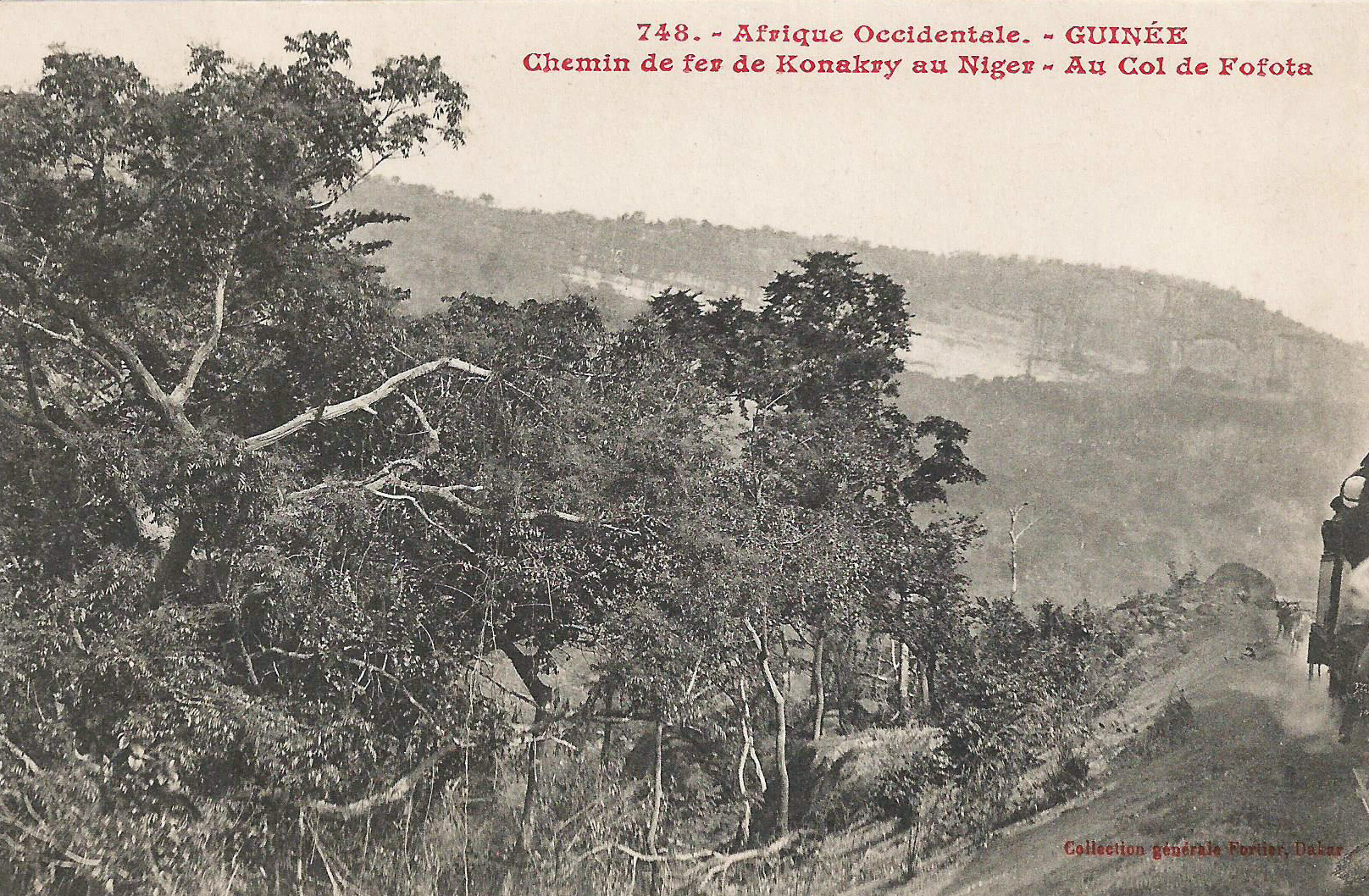
Au col de Fofota.
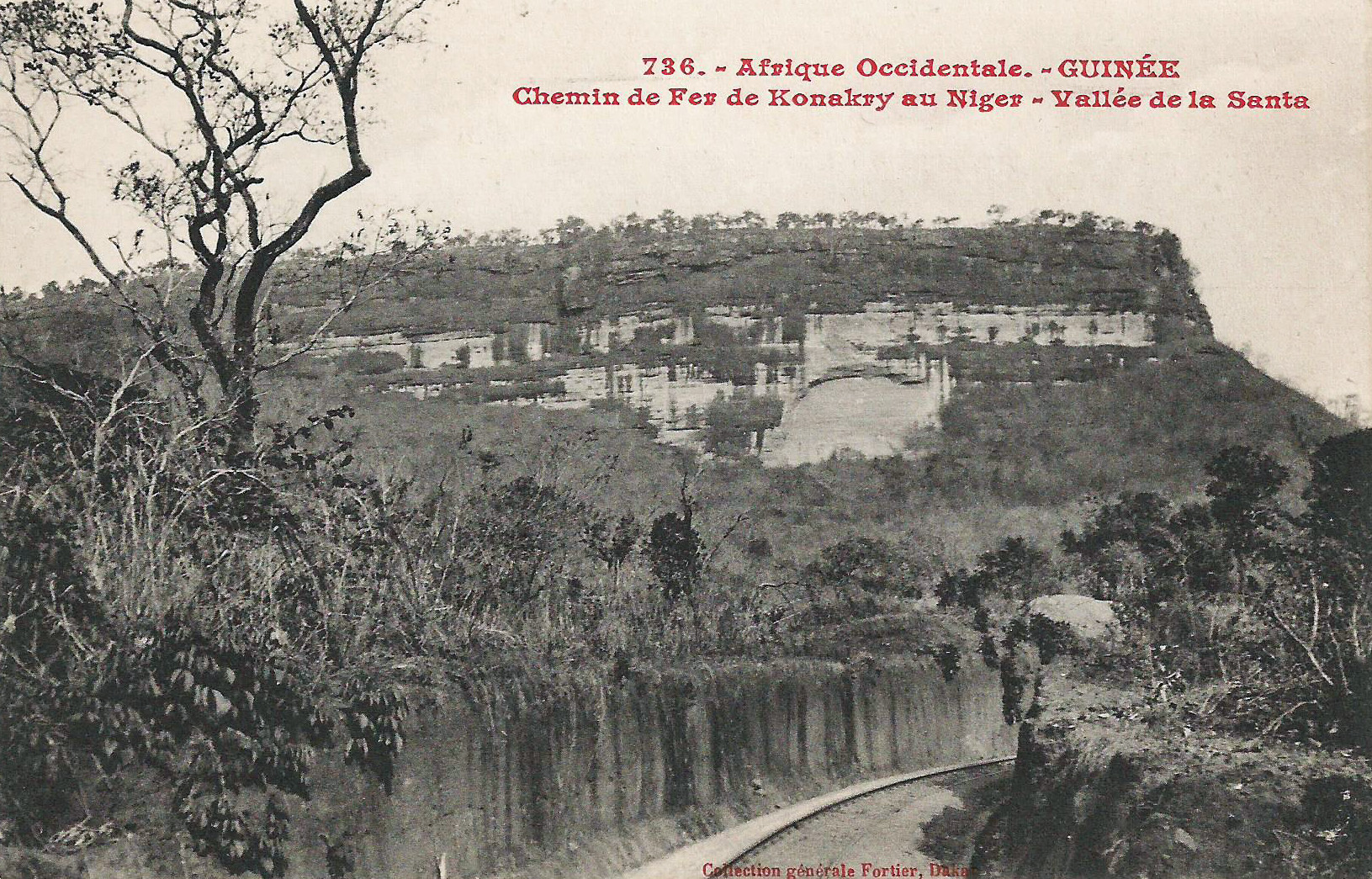
Vallée de la Santa.

## Construction
La construction commence en 1900 avec le capitaine Eugène Salesses en tant que directeur du chemin de fer.
La construction débute avec 50 km en moyenne par an, le projet commence avec un itinéraire de 587,5 km entre Conakry et Kouroussa, elle franchira les monts du Fouta-Djalon à la colline de Koumi à 736 m d'altitude, il a fallu prévoir des pentes de 25 mm/m et des courbes de 120 m.
La construction se fait en trois sections :
- De 1900 en 1904 : de Conakry à Kindia de 148,5 km, elle a employé 5000 travailleurs avec une aide financière de l'entreprise Mairesse et Chrismant entre 1900 et 1902 et les deux autres années en régie.
- 1904 en 1908 : de Kindia à la colline de Koumi, longue de 154 km, avec des terrassements rocheux, elle a été opérationnelle en 1908.
- 1908 en 1910 : de la colline de Koumi à Kouroussa long de 285 km, elle est entamée par des travaux aux deux extrémités pour finir par se rejoindre au bout de 2 ans.
- Une dernière section longue de 74 km a été ajoutée ultérieurement entre Kouroussa et Kankan, la deuxième ville du pays[3].

## Ligne

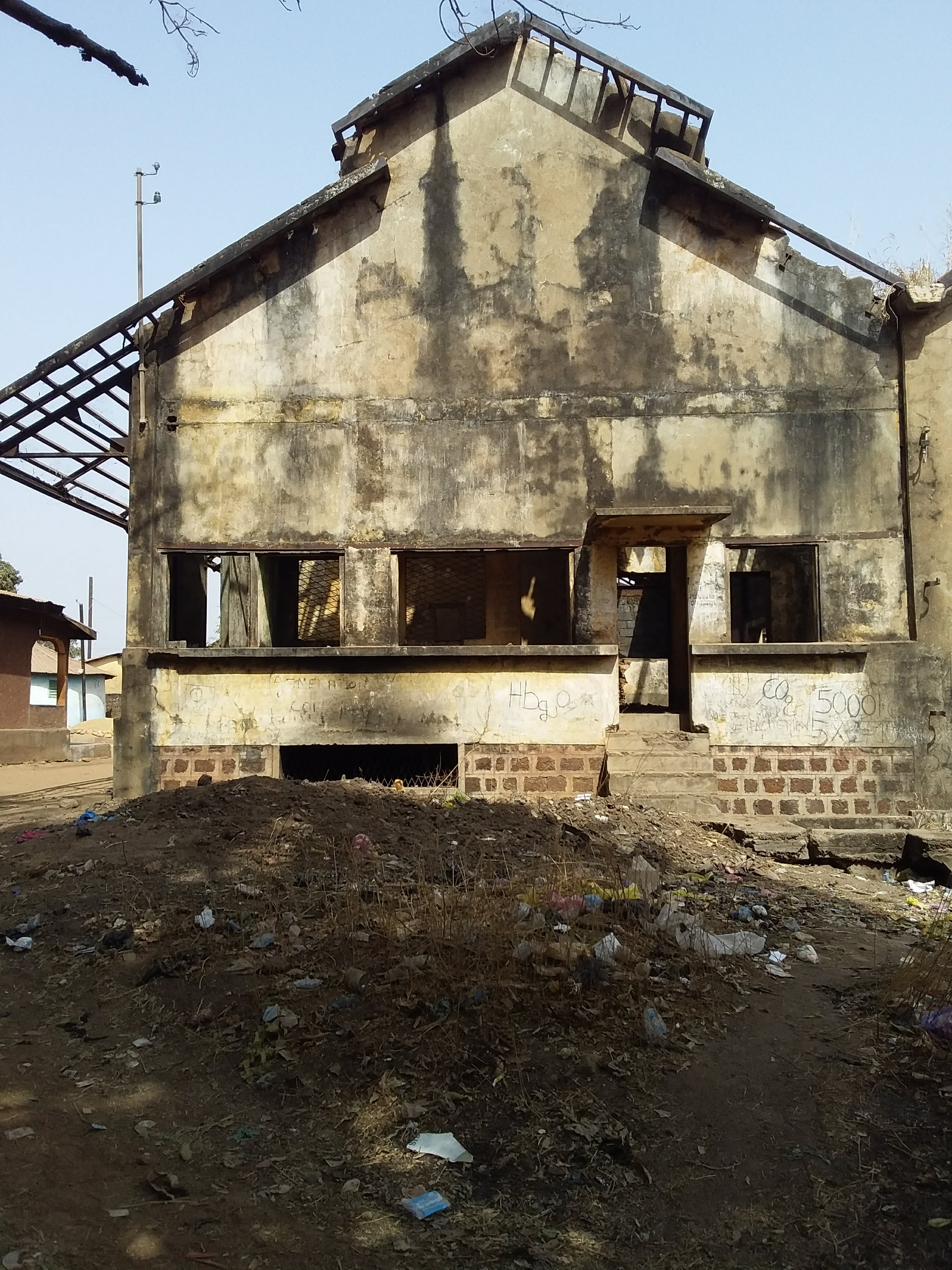
Ancienne gare.

- Conakry (anciennement Konakry) - Mamou - Dabola - Kankan, (662 km)[4]: ouverture entre 1905 et 1915[5]

La ligne est construite à l'écartement métrique.

## Matériel roulant
- Locomotives:

N° 11 à 13, type 030T, livrées par Corpet-Louvet en 1904, (n° constructeur 1008-1010), poids à vide 21 tonnes
N°15, type 030T, livrée par Corpet-Louvet en 1906, (n° constructeur 1115),
N°37, type 030T, livrée par Corpet-Louvet en 1907, (n° constructeur 1165),
N°21 004 et 21 005, type 030T, livrées par Corpet-Louvet en 1909, (n° constructeur 1186-1187), poids à vide 21 tonnes,
N°25 011 à 25 014, type 230T, livrée par Corpet-Louvet en 1905, (n° constructeur 1042 à 1045), poids à vide 25 tonnes,
N°40 017 à 40 020, type 141, livrées par Corpet-Louvet en 1947, (n° constructeur 1852-1855), poids à vide 40 tonnes,
N°50 001, type 030-030T, construite par Corpet-Louvet en 1913, (n° constructeur 1409), poids à vide 50 tonnes.